# Niall Bruton
Niall Bruton (ur. 7 października 1971) – irlandzki lekkoatleta, specjalizujący się w biegu na 1500 metrów. Na tym dystansie wystąpił m.in.: podczas mistrzostw świata w lekkoatletyce w 1993 (14. miejsce), 1995 (11. miejsce) oraz 1997 roku (16. miejsce), a także Letnich Igrzysk Olimpijskich 1996 w Atlancie, kiedy to odpadł w półfinale.

## Rekordy życiowe
| Konkurencja                | Wynik   | Miejsce      | Data             |
| -------------------------- | ------- | ------------ | ---------------- |
| Bieg na 1500 metrów        | 3:35.67 | Kolonia      | 18 sierpnia 1995 |
| Bieg na milę               | 3:55.10 | Oslo         | 22 lipca 1994    |
| Bieg na 2000 metrów        | 5:05.17 | Gateshead    | 19 lipca 1998    |
| Bieg na 1500 metrów w hali | 3:40.77 | Paryż        | 7 marca 1997     |
| Bieg na milę w hali        | 4:02.00 | Fayetteville | 12 lutego 2000   |

## Najlepsze wyniki w sezonie
Bieg na 1500 metrów
| Rok  | Wynik   | Miejsce | Data        |
| ---- | ------- | ------- | ----------- |
| 1993 | 3:37.16 | Kolonia | 1 sierpnia  |
| 1994 | 3:36.23 | Londyn  | 15 lipca    |
| 1995 | 3:35.67 | Kolonia | 18 sierpnia |
| 1996 | 3:37.42 | Atlanta | 29 lipca    |
| 1997 | 3:35.57 | Ateny   | 3 sierpnia  |
| 1998 | 3:38.74 | Hechtel | 1 sierpnia  |
| 1999 | 3:39.83 | Hechtel | 7 sierpnia  |

Bieg na milę
| Rok  | Wynik   | Miejsce | Data       |
| ---- | ------- | ------- | ---------- |
| 1994 | 3:55.10 | Oslo    | 22 lipca   |
| 1995 | 3:58.58 | Berlin  | 1 sierpnia |
| 1997 | 4:03.53 | Rieti   | 3 sierpnia |